# Glossotrophia similata
Glossotrophia similata är en fjärilsart som beskrevs av Le Cerf 1924. Glossotrophia similata ingår i släktet Glossotrophia och familjen mätare. Inga underarter finns listade i Catalogue of Life.